# Королиця

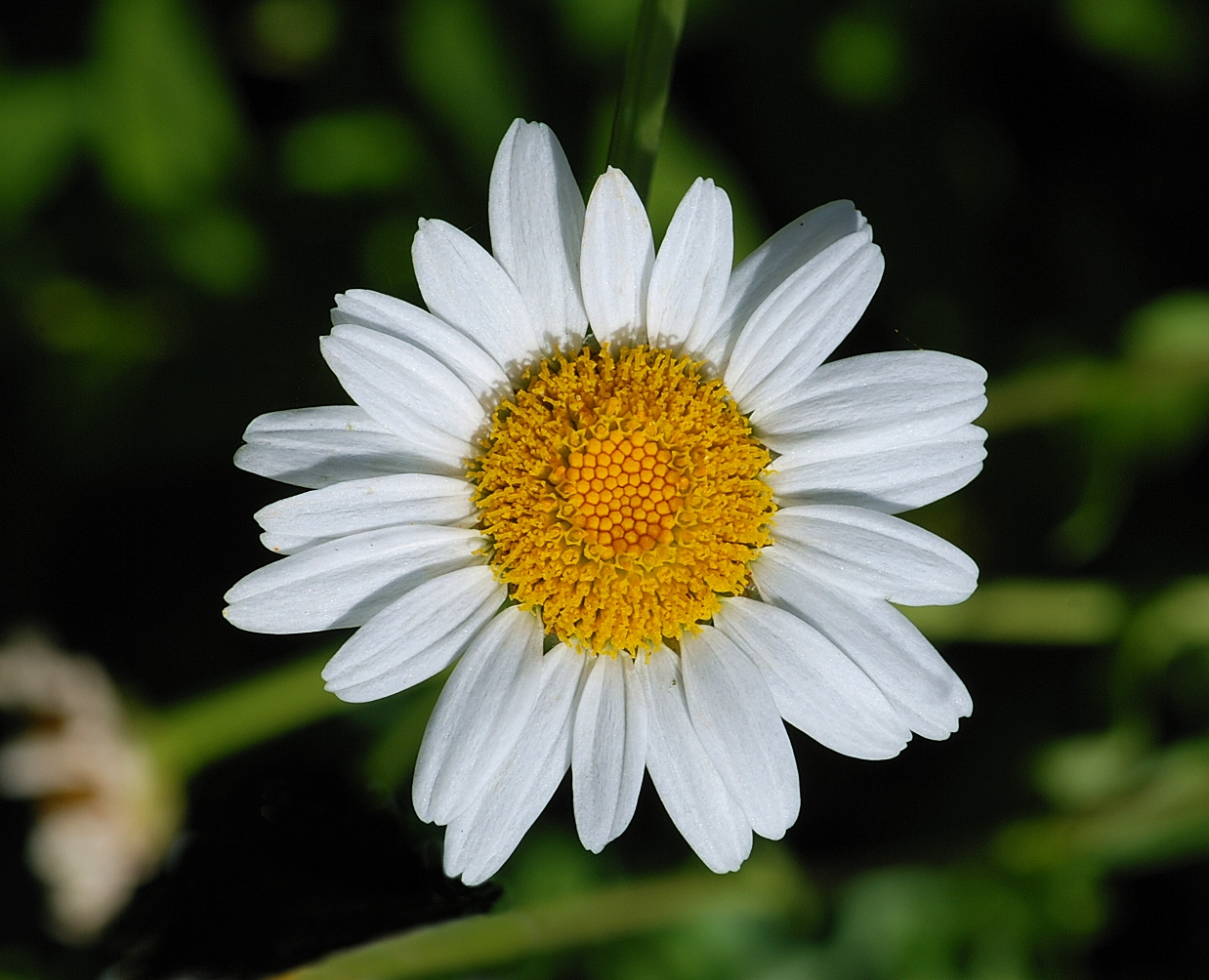
Leucanthemum lacustre

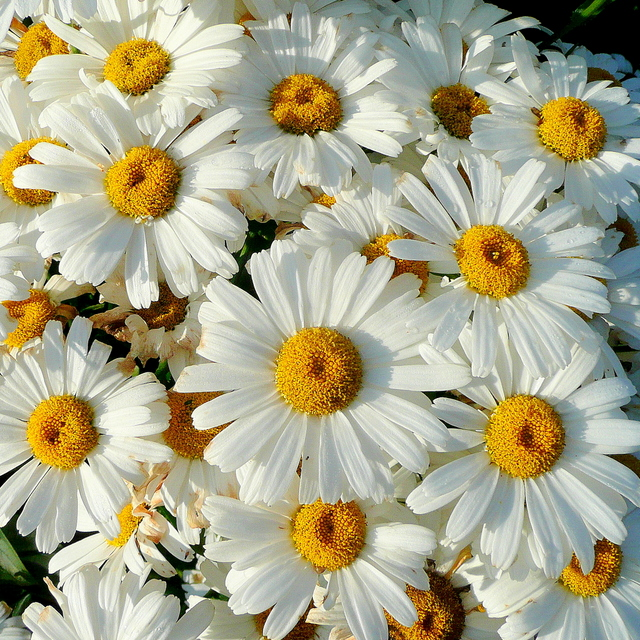
Leucanthemum × superbum

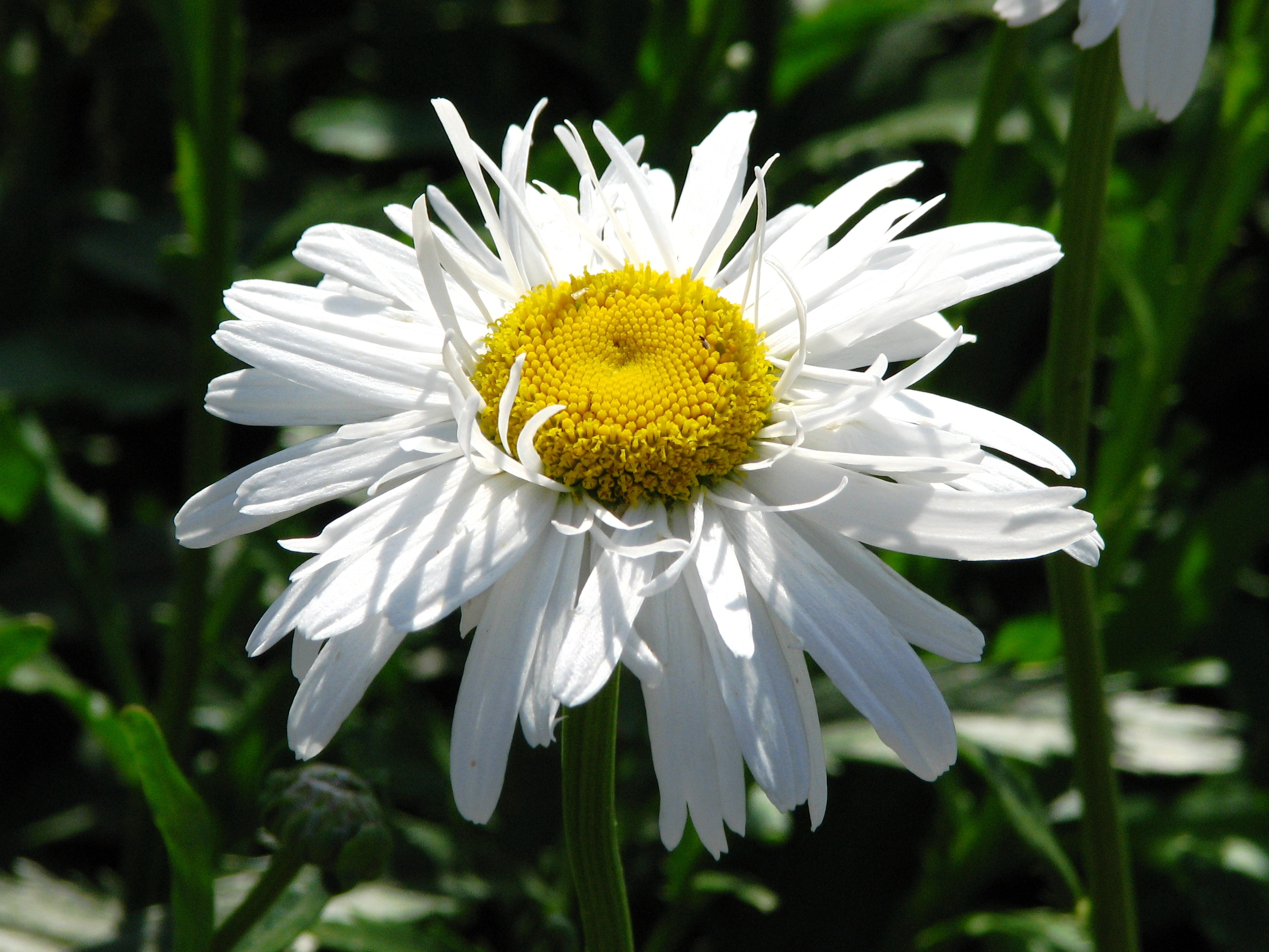
Leucanthemum maximum

Королиця (Leucanthemum) — рід однорічних або багаторічних трав'янистих рослин родини айстрові (Asteraceae). Часто рослини цього роду неправильно називають ромашкою, від якої вона відрізняється цілісними листками (у ромашки листки перистоскладні). 
Рід має євразійське поширення й містить ≈ 50 видів. В Україні ростуть такі види: Leucanthemum adustum, Leucanthemum gaudinii (syn. Leucanthemum raciborskii), Leucanthemum ircutianum, королиця круглолиста (Leucanthemum rotundifolium syn. Leucanthemum waldsteinii), королиця звичайна (Leucanthemum vulgare).

## Поширення
Більшість видів — з Європи та помірних зон Азії, але деякі види як заносні рослини можна зустріти і на інших континентах: наприклад, Королиця звичайна (Leucanthemum vulgare) успішно прижилася у Північній Америці, у Австралії та Новій Зеландії.

## Ботанічний опис
Представники цього роду — кореневищні рослини з цілісними, по краях зубчатими або лопатевими листками.
Суцвіття — кошики (порівняно з іншими родами айстрових — досить великі), зазвичай поодинокі, з жовтими або білими крайовими квітками; трубчасті квітки — жовті.

## Види
Рід включає, за різними даними, від двадцяти п'яти до сімдесяти видів, з яких найбільш відомі такі:
- Leucanthemum adustum Gremli
- Leucanthemum aligulatum Vogt
- Leucanthemum aragonense (Asso) Samp.
- Leucanthemum atratum (Jacq.) DC.
- Leucanthemum burnatii Briq. & Cavill.
- Leucanthemum catalaunicum Vogt
- Leucanthemum coronopifolium Vill.
- Leucanthemum corsicum (Less.) DC.
- Leucanthemum cuneifolium H.J.Coste
- Leucanthemum discoideum (All.) Coste
- Leucanthemum gaudinii Dalla Torre
- Leucanthemum glaucophyllum (Briq. & Cavill.) Jahand.
- Leucanthemum gracilicaule (Dufour) Pau
- Leucanthemum graminifolium (L.) Lam.
- Leucanthemum grande (L.) P.Giraud
- Leucanthemum halleri Ducommun
- Leucanthemum heterophyllum (Willd.) DC.
- Leucanthemum illyricum Vogt & Greuter
- Leucanthemum ircutianum (Turcz.) Turcz. ex DC.
- Leucanthemum lacustre (Brot.) Samp.
- Leucanthemum latifolium DC.
- Leucanthemum lithopolitanicum (E.Mayer) Polatschek
- Leucanthemum maximum (Ramond) DC.[6]
- Leucanthemum maestracense Vogt & F.H.Hellw.
- Leucanthemum meridionale Legrand
- Leucanthemum minimum Vill.
- Leucanthemum monspeliense (L.) H.J.Coste
- Leucanthemum montserratianum Vogt
- Leucanthemum pallens DC.
- Leucanthemum paludosum (Poir.) Bonnet & Barratte
- Leucanthemum platylepis Borbás
- Leucanthemum rohlenae Vogt & Greuter
- Leucanthemum rotundifolium DC.
- Leucanthemum sibiricum DC.
- Leucanthemum subglaucum De Laramb.
- Leucanthemum × superbum (Bergmans ex J.W.Ingram) D.H.Kent
- Leucanthemum sylvaticum (Brot.) Nyman
- Leucanthemum tridactylites (A.Kern. & Huter) Huter & al.
- Leucanthemum virgatum (Desr.) Clos
- Leucanthemum visianii (Gjurašin) Vogt & Greuter
- Leucanthemum vulgare (Vaill.) Lam.типовий